# آزادبخت کره‌پا
آزاد بخت کره‌پا، روستایی از توابع بخش مرکزی شهرستان کوهدشت در استان لرستان ایران است.زبان مردم روستا  لکی است كه متشكل از چندين طايفه بزرگ مي باشد .نام كره پا برگرفته از نام كپر مي باشد.به گفته بزرگان محل فعلي مكاني جهت برپاي نوعي چادر با چوب و ني بوده كه كپر نام مي گرفته در واقع نام كپرگاه به مرور زمان به كره پاه طي گويش هاي محلي تغيير يافته. در بين روستا رودخانه اي وجود داشته كه آثار آن همچنان وجود دارد كه به دنبال خشك سالي هاي اخير چندين سال است كه از بين رفته.قديمي ها اين رودخانه را به ياد دارند. روستايي كره پا متشكل از دو قسمت بوده كه قسمتي از آن كاملا از بين رفته به دنبال كوچ شهر نشيني. 

## جمعیت
این روستا در دهستان کوه دشت جنوبی قرار دارد و براساس سرشماری مرکز آمار ایران در سال ۱۳۸۵، جمعیت آن ۴۲۲ نفر (۸۷خانوار) بوده‌است.